# ساموئل باربر
ساموئل آزبورن باربر (به انگلیسی: Samuel Osborne Barber) از آهنگسازان سدهٔ بیستم آمریکا بود. وی در ۹ مارس ۱۹۱۰ در وست چستر به دنیا آمد و در ۲۳ ژانویه ۱۹۸۱ در نیویورک در گذشت. این آهنگساز آمریکایی در سبک‌های سنتی فعالیت داشت. «وانِسا» یکی از معروفترین آهنگ‌های او می‌باشد که در سال ۱۹۳۶ ساخته شد.

## برخی از آثار
- آداجیو برای سازهای زهی
- کنسرتو ویلن
- رقص انتقام مدآ
- سونات برای ویلنسل
- موسیقی تابستان
- سه مقاله برای ارکستر
- نکتورن (شبانه)
- یادها (یادگارها)

## شنیدن آثار
- کنسرتو ویلن بایگانی‌شده  در ۱۳ اوت ۲۰۰۹ توسط Wayback Machine
- مقاله دوم برای ارکستر
- youtube